# Alberto Gastaldi
Alberto Gastaldi (Devoto, Córdoba, 12 de mayo de 1930 - ibíd., 5 de septiembre de 2017) fue un artista plástico argentino. 

## Obra
Alberto Gastaldi comienza a dedicarse muy temprano a la plástica debido problemas de salud que le impiden realizar actividades físicas. Posteriormente recorre las muestras del Museo Rosa Galisteo de Rodríguez en la ciudad de Santa Fe, lo cual será fundamental en su formación. Allí toma contacto con la obra de Enrique Policastro y conocerá a Ricardo Supisiche. La pintura de estos dos artistas, junto con la de Manuel Reyna, con quien también establecerá relación personal, será de gran importancia en la definición de su estilo.
La obra de Gastaldi se distingue por la creación de una atmósfera de gran lirismo. Su paisaje es el de las afueras del pueblo, el espacio suburbano caracterizado por los terrenos baldíos (el "campito"), las casas solitarias, los charcos o pequeñas lagunas. En ellos la figura humana, de trazos elongados y rostros difusos, muchas veces de espaldas, parece confundirse con ese mismo territorio indefinido. Una constante es la presencia de la luna en la parte superior, aunque cuesta establecer si se trata de la luna o el sol, si son escenas diurnas o nocturnas, dada la paleta baja utilizada, en la que predominan los tonos tierra o grises con pinceladas de colores más vibrantes. Se trata de la representación de un paisaje interior, altamente subjetivado.
Este clima sugestivo se logra a través de técnicas como el esfumado, frotados y empaste. También se vale de la utilización de instrumentos tales como esponjas o trapos a los que aplica colores o solventes para lograr transparencias y manchas. Llega incluso a aplicar diluyentes con sorbetes de bebidas con lo que obtiene un efecto más gestual. 
Gastaldi practica, además del óleo, la técnica mixta, donde aparece su costado más experimental, incorporando a los óleos o esmaltes sintéticos piedritas, restos de escombros, pedacitos de corteza de árbol, plumas, trozos de arpillera, plásticos, entre otros materiales que forman parte del espacio real representado.
Entre fines de la década del 90 y comienzos de la de 2000 experimenta con figuras o escenas enmarcadas, creando así el efecto de "cuadro dentro del cuadro" y poniendo énfasis en la representación. En ocasiones también, siempre dentro de su particular estética, incursiona en temas de crítica social o relativas al sufrimiento humano.
Aproximadamente desde 2010 hasta el presente, el artista ha comenzado a utilizar una paleta más alta, lo que le da un mayor colorido y luminosidad a sus creaciones.

## Exposiciones
Lleva realizadas numerosas muestras individuales y colectivas en galerías de arte de todo el país y del extranjero.
En 1972 participa en la muestra “Cinco Pintores Americanos”.
Representante de Córdoba en el certamen Bienal de Valores Plásticos del interior, organizado por el Ministerio de la Cultura y Educación de la Nación, en Buenos Aires en 1974 y 1978.
Invitado por el Museo Emilio Caraffa para la muestra colectiva “El Paisaje” presentado en Córdoba y Buenos Aires y para la muestra “Córdoba pintura, Escultura” en 1976.
Participación en la primera exposición de Artistas Visuales del Interior del País organizada por la municipalidad de Buenos Aires en 1972, y para la muestra “El Arte en Córdoba” realizadas en Fecor en 1972, 1983, 1985 y 1987.
Invitado por el Gobierno de Córdoba para la muestra de Casa de Gobierno y Casa de Córdoba en Buenos Aires en 1984.
Invitado para exponer en la muestra internacional de arte “Piamonteses en el Mundo” en Pinerolo, Italia en 1994.
Invitado al Primer Encuentro Nacional de Artistas Plásticos, en la ciudad de Córdoba en 1997.
Muestra Homenaje: 50 años en la pintura. Declarada de Interés Municipal por la Municipalidad de Devoto por decreto N° 62/2000. Año 2000.
Muestra en París, Francia, en 2000.
Muestra en Caracas, Venezuela, en 2001.
Invitado para participar en la III Feria Internacional de Galerías Artes Córdoba, en el Jockey Club de la ciudad de Córdoba en 2001.
Muestra Homenaje organizada por la Secretaría de Cultura de la Municipalidad de Devoto, en 2016.

## Premios y honores
- 1958, Segundo premio Salón Ciudad de San Francisco.
- 1967, Cuarto Premio Salón Ciudad de Rafaela.
- Premio Concurso Nacional de Murales en San Francisco.
- 1970, Primer Premio Salón Regional de la Provincia de Córdoba.
- Tercer Premio Salón APAC, en la ciudad de Córdoba
- 1971, Premio Anual APAC, en Córdoba, otorgado por la galería “Arte Moderno”.
- 1978, Mención Especial Jornadas Odontológicas del Centro de la República, en Córdoba.
- 1982, Segundo Premio Salón de Capilla del Monte.
- 1994, Primer Premio Navidad en la ciudad de Córdoba.
- 2011, Premio "Reconocimiento al Mérito Artístico" para artistas, músicos y escritores de la Provincia de Córdoba. Secretaría Cultura de la Provincia de Córdoba, Ley 9578.[3][4][5]
- 2016, Declarado Ciudadano Ilustre de Devoto con la adhesión de la Cámara de Diputados de la Provincia de Córdoba.

## Crítica
Sobre sus obras han escrito, en "Postas Argentinas", Jorge Perretta y para "Cincuenta años de arte Plástico en Córdoba" Ángel T. Lo Celso.
El artista Álvaro Izurieta escribió el texto de presentación para la Muestra Homenaje realizada en Devoto y en San Francisco en el año 2000, donde, entre otros conceptos, expresa: 
"Estamos 'recogiendo' el fruto de una larga siembra que afortunadamente nos corresponde, porque el artista es uno de nosotros, nos representa en el tiempo y en el espacio, porque ha frcuentado nuestro mismo cielo, nuestra luz y un mismo paisaje, ha transitado nuestras calles para dejarnos el permanente testimonio de esta realidad poetizada y transfigurada en color y sueño.
Su lenguaje, alejado de las estridencias que parecieran dar notoriedad inmediata, recurre a nuestra mejor observación, nos llama a apreciar lo que él ama, como el sutil y refinado pasaje de los tonos grises de sus cielos a los imposibles matices de pastizales, lagunas y quién sabe qué territorios mágicos que pertenecen a su memoria ancestral".